# Coryphaenoides guentheri
Coryphaenoides guentheri is een straalvinnige vissensoort uit de familie van rattenstaarten (Macrouridae). De wetenschappelijke naam van de soort werd in 1888 gepubliceerd door Léon Louis Vaillant.

## Synoniemen
- Macrurus ingolfi Lütken, 1898[3]